# Leptomicrodynerus tieshengi
Leptomicrodynerus tieshengi är en stekelart som beskrevs av Giordani Soika 1985. Leptomicrodynerus tieshengi ingår i släktet Leptomicrodynerus och familjen Eumenidae. Inga underarter finns listade i Catalogue of Life.